# Isotopentrennung
Isotopentrennung ist die allgemeine Bezeichnung für Verfahren, mit denen die in einem chemischen Element enthaltenen Isotope voneinander getrennt werden können. Es muss sich dabei nicht um Radioisotope handeln.
Durch die Trennverfahren erhält man praktisch nie ein reines Isotop, sondern das Verfahren teilt die ursprüngliche Stoffmenge in zwei Teilmengen (Fraktionen), in denen bestimmte Isotope angereichert und in der anderen entsprechend abgereichert ist. Durch mehrfache Wiederholung des jeweiligen Verfahrens mit der angereicherten Teilmenge lassen sich höhere Anreicherungsgrade erreichen.
Die Isotope eines und desselben Elementes unterscheiden sich in chemischer Hinsicht fast nicht voneinander. Die Isotopentrennverfahren beruhen daher fast immer auf physikalischen Prozessen, die die leichten Dichteunterschiede ausnützen. Ausnahmen hiervon gibt es nur bei sehr leichten Elementen wie Wasserstoff und Lithium, wo der relative Massenunterschied der Atome so groß ist, dass er sich im chemischen Verhalten bemerkbar macht.

## Verfahren
Zur Isotopentrennung lassen sich folgende Verfahren anwenden:
- Massenspektrometrie (für analytische Zwecke)
- Zentrifugieren mit Gaszentrifugen
- Gasdiffusionsverfahren nach dem Membranverfahren
- Trenndüsenverfahren
- fraktionierte Destillation (z. B. Quecksilberisotope, schweres Wasser)
- Elektrolyse (z. B. Anreicherung von Deuterium)
- Photochemisch über selektive Anregung von Isotopen in einem Gemisch mit Laserlicht, wobei die angeregten Isotope reaktiver sind und über Folgereaktionen entfernt werden können[2]
- Thermophorese, Thermodiffusion, Trennrohr nach Clusius und Dickel (bereits 1938 erfolgreich demonstriert)[3]

## Anwendungen

### Kerntechnik
Die mengenmäßig bei weitem wichtigste Isotopentrennung ist die Uran-Anreicherung, die Erhöhung des Gehalts an Uran-235, zur Herstellung des Kernbrennstoffs für Kernkraftwerke. Für Kernwaffenzwecke wird auch Lithium an Lithium-6 angereichert. Für Kernfusionsreaktoren wird auf die Dauer ebenfalls angereichertes Lithium benötigt werden, um in deren Blanket den Fusionsbrennstoff Tritium zu erbrüten. Hier wird auch die Trennung der Wasserstoffisotope Protium, Deuterium und Tritium voneinander notwendig. Natururanreaktoren kommen ohne Urananreicherung aus, jedoch ist bei den meisten davon eine Isotopentrennung des Protium von Deuterium nötig, da diese mit schwerem Wasser moderiert werden. Graphitmoderierte Reaktoren benötigen kein schweres Wasser (lediglich besonders reinen Kohlenstoff normaler isotopischer Zusammensetzung), jedoch haben sich graphitmoderierte Natururanreaktoren (realisiert: Magnox und UNGG; geplant aber im Designstadium geändert: RBMK) letztlich nicht als Leistungsreaktoren durchgesetzt. Forschungsreaktoren und solche, die vornehmlich der Produktion von Plutonium dienen, sind aber seit Chicago Pile 1 und teilweise noch bis heute oft graphitmoderierte Natururanreaktoren.

### Forschung
Weitere Anwendungen von (fast) reinen Isotopen oder isotopisch angereicherten Stoffen gibt es für Forschungszwecke. Im Rahmen des Avogadroprojektes werden Massennormale aus Silicium hergestellt, das an Silicium-28 hoch angereichert ist. Auch das so genannte „Isotop Labeling“ (teilweise auch vollständig Englisch „isotope labeling“ geschrieben) benötigt angereicherte oder hochreine Isotopenzusammensetzungen. Man betreibt dies vor allem als Grundlagenforschung.

### Medizin
Bei so genannten „deuterated drugs“ („deuterierte Wirkstoffe“) macht man sich die Unterschiede der Pharmakokinetik zunutze, die entstehen, wenn Kohlenwasserstoffe (Teil oder Grundlage eines großen Teils der medizinisch eingesetzten Stoffe) anstelle von „normalem“ Protium Deuterium enthalten. Die Vorzüge derartiger Stoffe waren lange nur Gegenstand theoretischer Diskussionen, doch mit der Zulassung von deutetrabenazine durch die FDA im Jahre 2017 ist diese Technologie inzwischen in der pharmazeutischen Praxis angekommen und erzeugt einen weiteren Bedarf für die Trennung von Deuterium und Protium.

## Natürliches Auftreten
Kein bisher beobachteter natürlicher Prozess vermag es, Isotope desselben Elements vollständig voneinander zu trennen. Natürliche Prozesse können jedoch Isotope schwach aber messbar an- bzw. abreichern, was man sich bei entsprechenden Analysetechniken zunutze macht.

### Wasserstoff
Schweres Wasser hat sowohl einen höheren Gefrier- als auch Siedepunkt als „normales“ Wasser. Da in der Natur jedoch zumeist „halbschweres“ (also nur ein H durch D ersetzt) Wasser auftritt, ist der Effekt demgegenüber verringert, was eine reine Betrachtung der Siede- bzw. Gefrierpunkte ergäbe.

### Kohlenstoff
Zum Beispiel ist die Reaktionskinetik von 12C und 13C in organischen Systemen leicht aber messbar unterschiedlich, sodass bei Biomasse bzw. Gewebeproben aufgrund dieses „δ13C“ genannten Wertes Rückschlüsse auf Herkunft bzw. Ernährung gemacht werden können. Dieser Effekt tritt vor allem beim Unterschied zwischen C3-Pflanzen und C4-Pflanzen und folglich allen Gliedern der Nahrungskette, welche sich von diesen Pflanzen (mittelbar) ernähren, auf.

### Sauerstoff
Auch in der Paläoklimatologie bedient man sich natürlicher Isotopenan- bzw. -abreicherung. H216O verdunstet geringfügig schneller als H218O, weswegen der Unterschied in Verhältnis von 18O zu 16O in – zum Beispiel – Eisbohrkernen (welche Luft aus der Atmosphäre zur Zeit ihrer Entstehung eingelagert haben) einen Hinweis auf die Verdunstung und damit die durchschnittliche Temperatur zum Zeitpunkt der Bildung es Eises geben kann. Dieser Unterschied wird in Fachpublikationen üblicherweise mit δ18O abgekürzt.

### Stickstoff
Auch der Stickstoffkreislauf reichert an verschiedenen Stellen das schwerere 15N gegenüber dem leichteren 14N an. So sind insbesondere Tiere höherer Trophiestufe (wie auch der Mensch) verhältnismäßig reicher an 15N. So konnte zum Beispiel mittels der Analyse der Isotopenhäufigkeit bewiesen werden, dass Homo neanderthalensis ein Apex-Predator war, wie es auch der moderne Mensch (Homo sapiens) ist. Auch die Erzeugung von Stickstoffdünger durch das Haber-Bosch-Verfahren verändert δ15N teilweise messbar.

## Weblink
- Trennrohr nach Clusius und Dickel